# Seestadt Aspern
Die Seestadt Aspern (amtlich auch Aspern Seestadt, Projektname: aspern – Die Seestadt Wiens) ist ein im Bau befindlicher Stadtteil im 22. Wiener Gemeindebezirk, Donaustadt. Sie ist aktuell eines der größten Stadtentwicklungsprojekte Europas. Bis in die 2030er Jahre sollen in der Seestadt mehr als 25.000 Menschen wohnen und mehr als 20.000 Menschen arbeiten.

## Lage

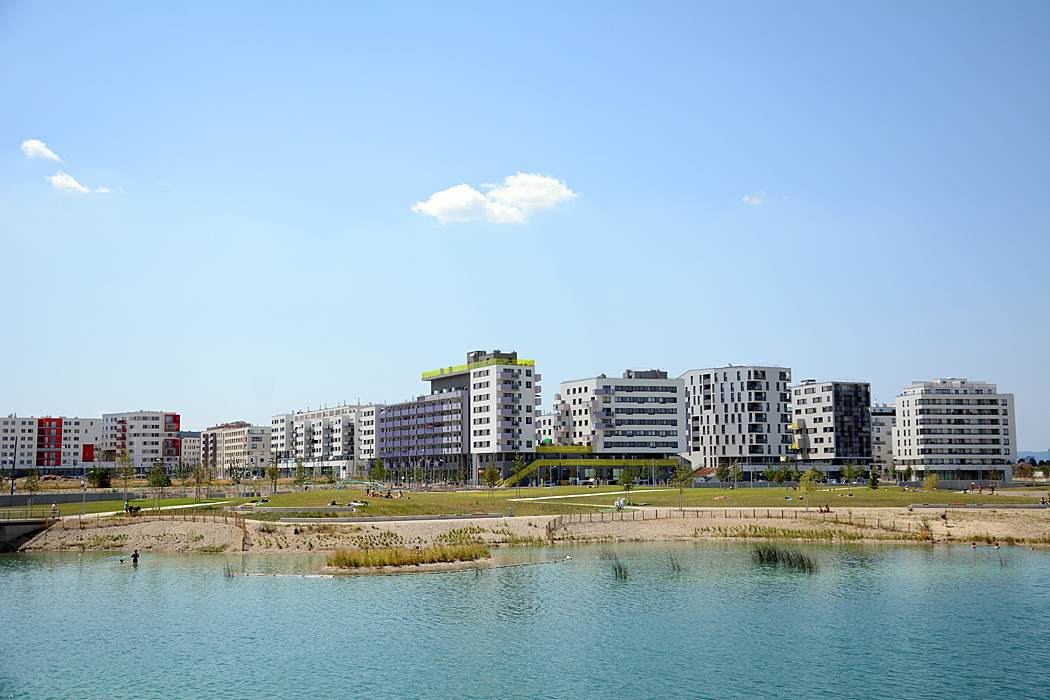
Seestadt Aspern, Wien

Die Seestadt liegt etwa zehn Kilometer nordöstlich der Wiener Innenstadt, im 22. Gemeindebezirk, in der Nähe der Lobau und des Marchfelds. Ihre Größe wird von der Stadt Wien mit etwa 240 Hektar angegeben. Das Areal wird folgendermaßen begrenzt:
- Im Norden von der Bahntrasse der Marchegger Ostbahn, die seit 1870 Wien und Bratislava verbindet. Die hier angelegte Verkehrsstation Wien Aspern Nord bindet das Gebiet seit Oktober 2013 an die U-Bahn-Linie U2 sowie seit Dezember 2018 an den S-Bahn-Verkehr der ÖBB (Linie S80) und den Regionalzugsverkehr an.
- Im Osten liegt ein Grünzug, der an den Gedenkwald angrenzt.[4] Jenseits der Cassinonestraße, der Seestadtstraße sowie des Josefine-Hawelka-Wegs befinden sich Siedlungen des Stadtranddorfes Essling.
- Im Süden liegt das ausgedehnte Werksgelände von Opel Wien. Weiter südlich verläuft die B3 Groß-Enzersdorfer Straße mit der Buslinie 26A.
- Im Westen verläuft die Johann-Kutschera-Gasse mit einem parallel geführten Grünzug. Dahinter befindet sich die zu Aspern zählende Stadtrandsiedlung.

Den beiden Grünzügen im Osten und Westen der Seestadt kommt überregionale Bedeutung im Grün- und Freiraumkonzept der Stadt zu. Sie sollen mittels Grünbrücken über die nördlich verlaufende Bahntrasse die Gebiete Norbert-Scheed-Wald und Vorland Lobau verbinden.
| Hirschstetten     | Breitenlee Lackenjöchl                      | Neuessling       |
| Stadtrandsiedlung | Kompassrose, die auf Nachbargemeinden zeigt | Essling          |
| Aspern            | Mühlau                                      | Wegmayersiedlung |

## Geschichte
Das Areal um Aspern zählt zu den ältesten Siedlungsgebieten Wiens. Bei Grabungen im März 1927 durch Josef Fritz Kastner wurden Keramiken der Linearbandkeramischen Kultur (etwa 5000 v. Chr.) gefunden. 1809 fand die Schlacht bei Aspern statt, bei der die französischen Truppen Napoleon Bonapartes den österreichischen Streitkräften unter Erzherzog Karl unterlagen. Zahlreiche Funde der Stadtarchäologie Wien auf den Baustellen der Seestadt erinnern noch heute an diese Zeit. 1904/1905 wurde Aspern als Teil des neuen Bezirks Floridsdorf in die Stadt Wien eingemeindet.
Auf dem Unteren Hausfeld nordöstlich des Ortskerns wurde 1912 das Flugfeld Aspern eröffnet. Es wurde bis zur Eröffnung der zweiten Piste des Flughafens Schwechat im Jahr 1977 betrieben, zuletzt aber vorrangig für Autorennen genutzt. Am 5. Mai 1980 erfolgte die Grundsteinlegung des General Motors Motorenwerkes im Südteil des ehemaligen Flugfeldes. 1992 wurde der kommunale Ankauf des restlichen Geländes durch den Wiener Vizebürgermeister Hans Mayr durchgesetzt. 1993–1995 entwickelte der Architekt Rüdiger Lainer ein strategisches Planungskonzept, das jedoch nicht weiterverfolgt wurde.
Wesentlich für die Entwicklung zur heutigen Seestadt war schließlich der Wiener Stadtentwicklungsplan STEP 2005. Im Hinblick auf die EU-Erweiterung 2004 wurde das Flugfeld Aspern als „Entwicklungsgebiet von wirtschaftsstrategischer Bedeutung“ in der Europaregion Centrope festgeschrieben. Das Gebiet sollte zu einem „eigenständigen Stadtteil Wiens und zu einem Zentrum mit regionaler Verflechtung ausgebaut werden“. Als Voraussetzungen dafür galten „die Anbindung an das hochrangige öffentliche Verkehrsnetz (U2) und an die S1“.
Für die Entwicklung und Verwertung ist die Immobilienentwicklungsgesellschaft Wien 3420 Aspern Development AG zuständig. Sie wurde im Dezember 2004 als Tochterfirma der Wirtschaftsagentur Wien, eines Fonds der Stadt Wien (73,6 %), und der Bundesimmobiliengesellschaft (26,4 %) gegründet. Die Planung erfolgt im Einvernehmen mit den zuständigen Magistratsabteilungen der Stadtverwaltung und den Wiener Linien, der Verkehrsgesellschaft der Stadt Wien.
Ein städtebaulicher Wettbewerb wurde ausgelobt. 2007 wurde der Masterplan des schwedischen Planungsbüros Tovatt Architects & Planners einstimmig vom Wiener Gemeinderat beschlossen. Ab 2010 wurde die U-Bahn-Linie U2 bis zur Endstation Seestadt verlängert und der Asperner See ausgebaggert. Er liegt im Zentrum des zukünftigen Stadtteils und gibt der Seestadt ihren Namen.

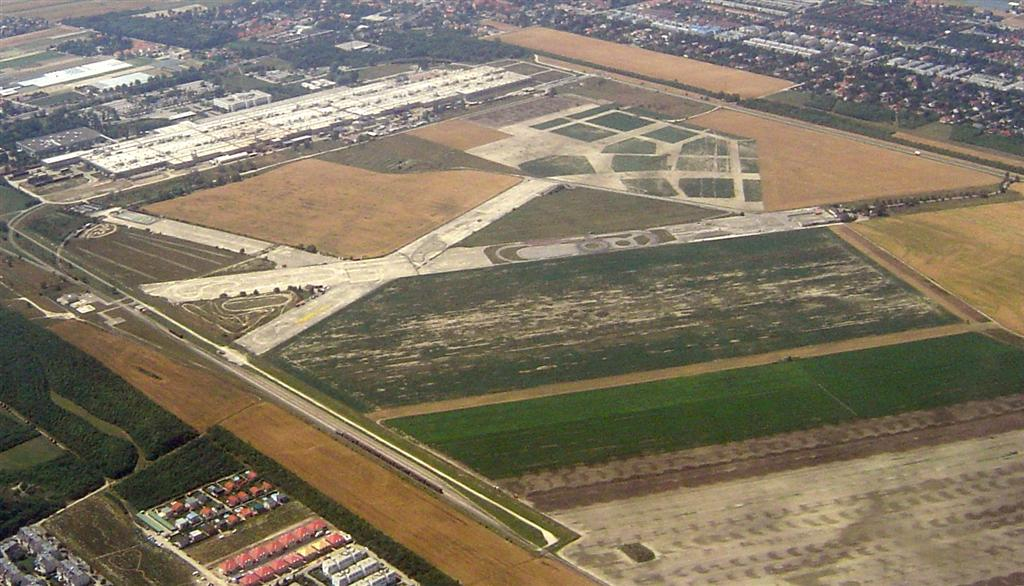
Das ehemalige Flugfeld Aspern im Jahr 2007; links oben das Werk Opel Wien
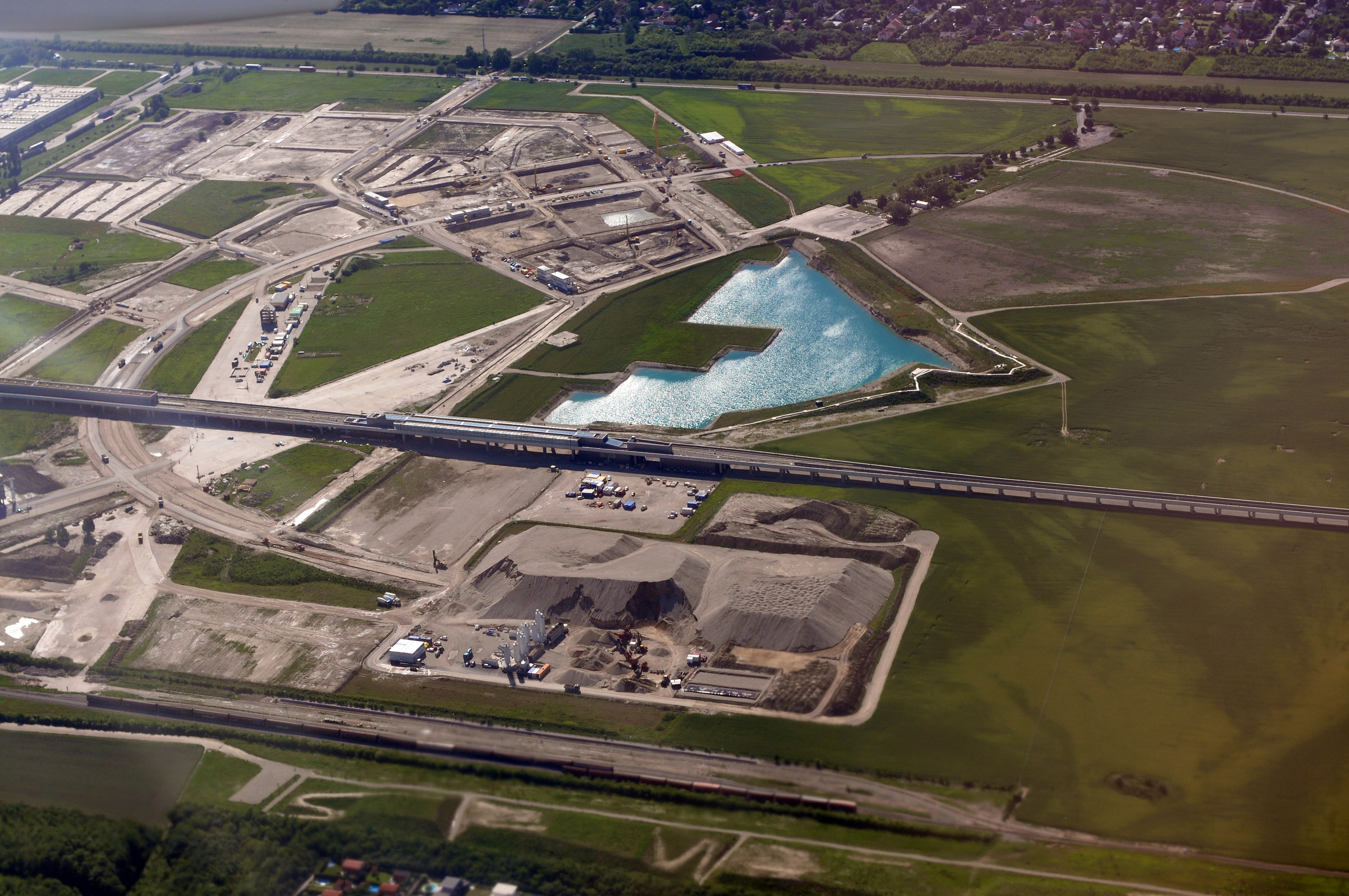
Areal der Seestadt rund um den künstlich angelegten See, Mai 2013
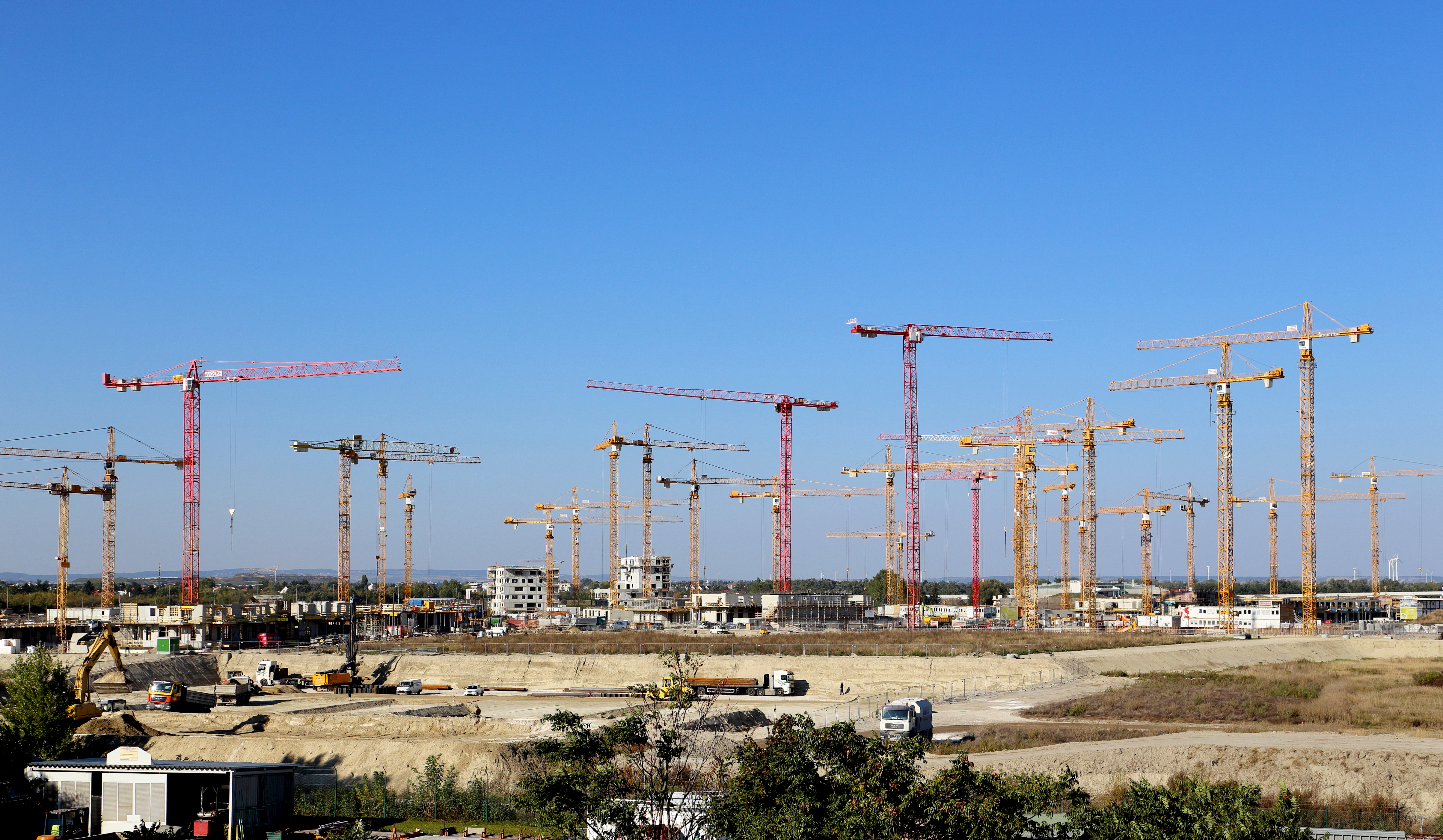
Bauphase der ersten Tranche an Wohnungen im südwestlichen Teil des Seestadt-Areals (Oktober 2013)
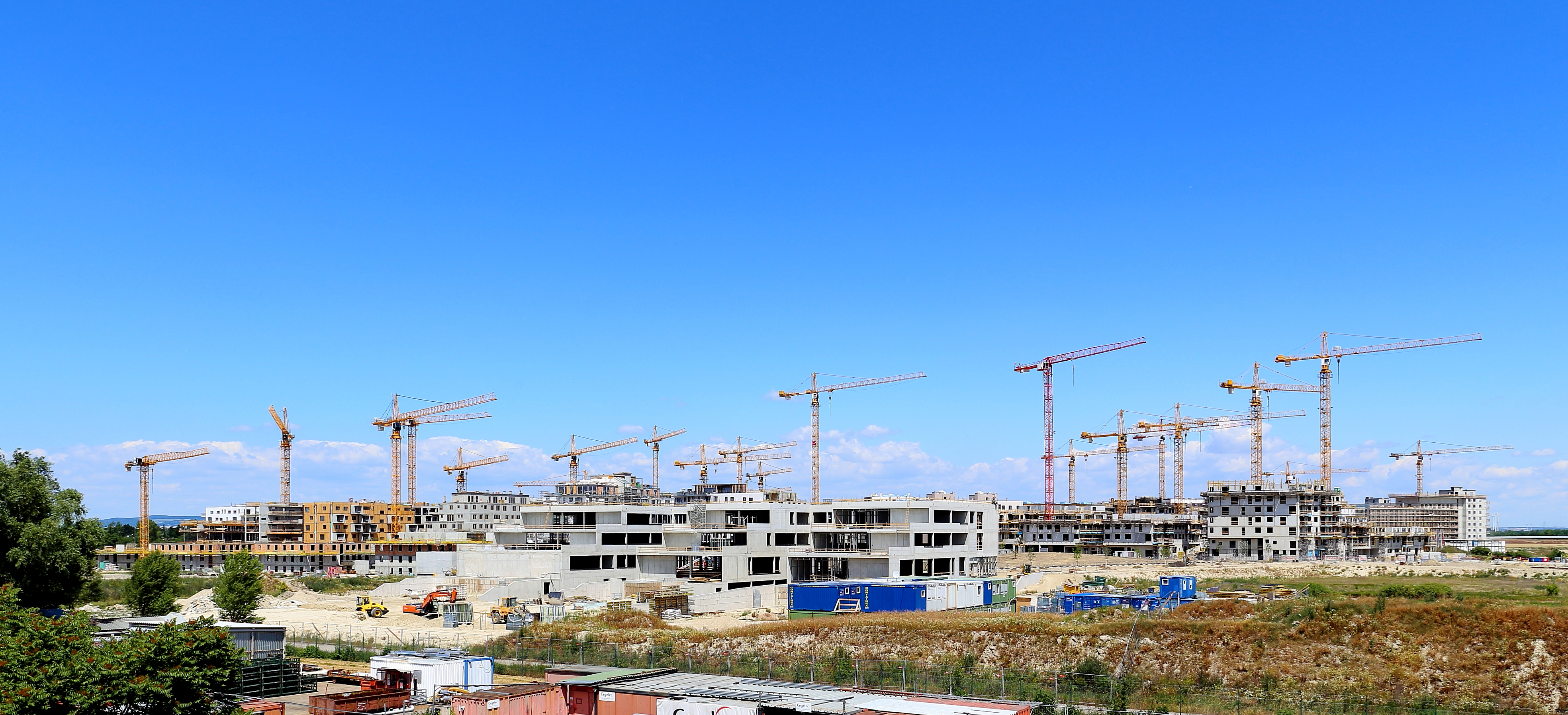
Bauphase der ersten Tranche (Juni 2014)
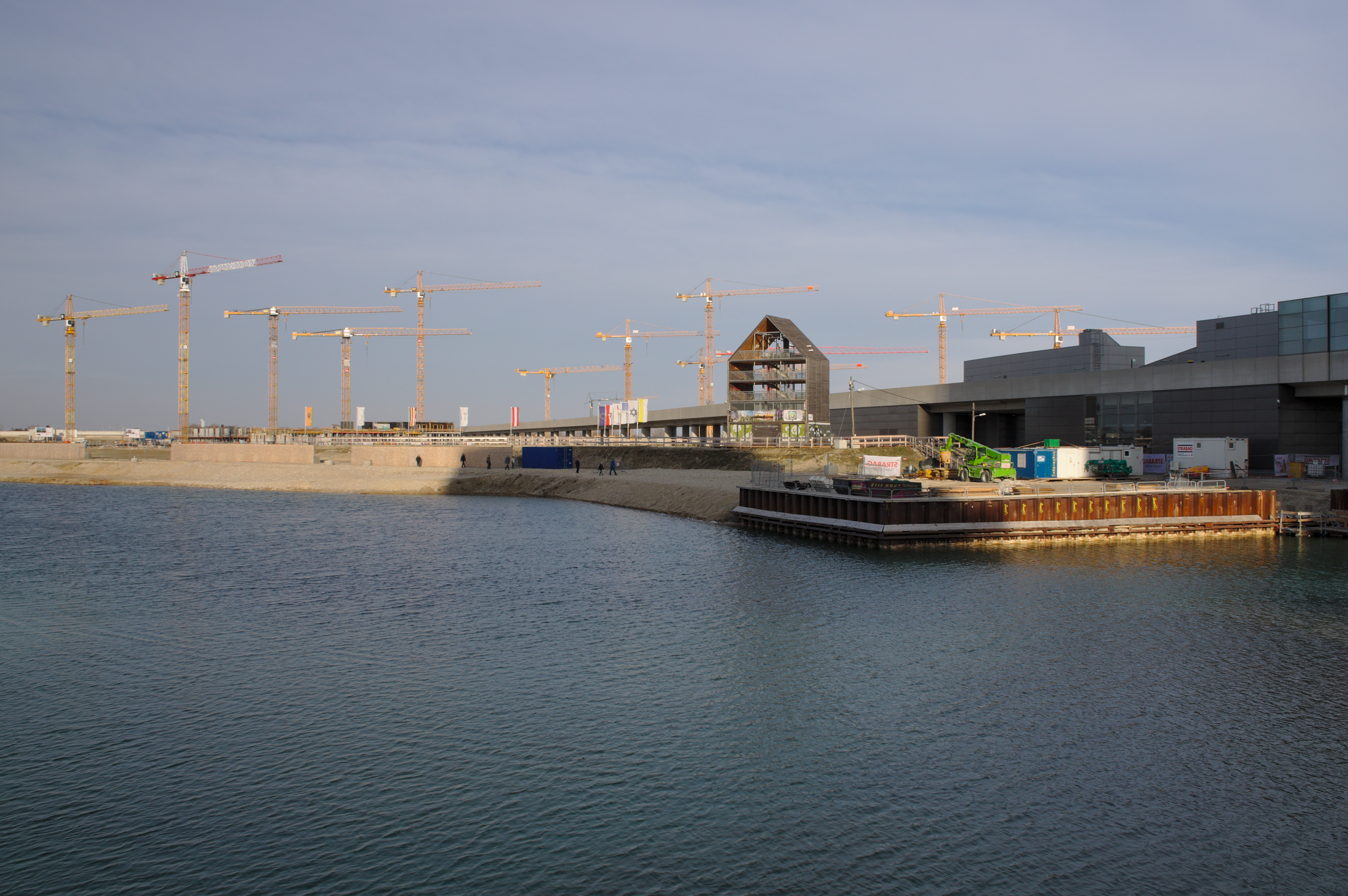
Bauphase im nordöstlichen Teil (Jänner 2020)

## Städtebauliches Konzept

### Masterplan
2004 wurde mit einem Ideensammlungs- und Bürgerbeteiligungsprozess im Raum Aspern begonnen. 2005 wurde von der MA 21B ein Wettbewerb für die Erstellung des Masterplans Flugfeld Aspern ausgelobt. Der erste Preis ging an das schwedische Büro Tovatt Architects & Planners in Zusammenarbeit mit dem deutschen Büro N+ Objektmanagement. Die Umsetzung wurde am 25. Mai 2007 vom Wiener Gemeinderat einstimmig beschlossen. Wesentliche Inhalte sind die funktionale Anordnung von Nutzungen und die räumliche Ausgestaltung kleiner wie auch großer städtebaulicher Gesten zu einem urbanen Gesamtkonzept. Prägende Elemente des Plans sind etwa die „Grüne Mitte“ mit Seepark und See, eine Ringstraße mit direktem Anschluss an eine hochrangige Straße im Norden, die U2 in Hochlage sowie weitgehende Nutzungsmischung mit größeren monofunktionalen Gewerbezonen in östlicher Randlage. Ziel ist ein auf kurzen Wegen erreichbares Angebot an Versorgungs- und Dienstleistungseinrichtungen, um die Seestadt zu einem echten urbanen Zentrum zu machen.

### Planungshandbuch
Der Masterplan von Tovatt wurde 2009 durch eine vom dänischen Architekten und Stadtplaner Jan Gehl entwickelte Partitur des öffentlichen Raums ergänzt. Dieses Planungshandbuch wurde von der Wien 3420 AG und der Magistratsabteilung 19 (Architektur) in Auftrag gegeben. Es dient als Leitfaden für die konkrete Gestaltung des öffentlichen Raums und wird kontinuierlich weiterentwickelt. In der Partitur findet sich etwa eine Straßenhierarchisierung (von stärker befahrener Ring- und Geschäftsstraße hin zu reinen Fußgängerzonen), eine „Fahrrad-Superstruktur“ sowie das Konzept der unterschiedlichen „Saiten“ der Seestadt. Neben der Ringstraße als Hauptverkehrsachse, die den Namen Sonnenallee erhalten hat, sind das die Rote Saite (Einkaufsstraße, Kultur), die Blaue Saite (Seepark und Promenade) und die Grüne Saite (Grünflächen, Naherholungsflächen).

### Öffentlicher Raum
Der öffentliche Raum nimmt etwa 50 Prozent der Gesamtfläche des Stadtentwicklungsgebiets ein. Die Hälfte davon entfällt auf barrierefrei gestaltete Erschließungsflächen und Plätze, der Rest auf Grünflächen und Parks.

## Quartiersentwicklung
Die Seestadt wird in mehreren Bauphasen entwickelt, die sich in teilweise mit den geplanten Stadtquartieren decken. Begonnen wurde im Südwesten des Areals mit der Errichtung des Pionierquartiers. Es folgte das Seeparkquartier südlich des Asperner Sees und das Quartier Am Seebogen entlang der U2-Trasse im Nordosten. Für eine längere Pause der Bauarbeiten sorgt eine Auflage des UVP-Bescheids für die Seestadt Nord. Sie schreibt vor, dass ein Großteil der Baufelder nicht vor Fertigstellung der Anschlussstellen an die Stadtstraße entwickelt werden darf. Als nächste Etappe ist dann das Quartier Seeterrassen (im Norden an den See angrenzend) geplant.

### Entwicklung 2007–2009
2007 wurde auf dem Flugfeld mit ersten Raumbildungsmaßnahmen begonnen. Diese umfassten gezielte Bepflanzung („Frühes Grün“) und zahlreiche Zwischennutzungsformate. So wurde etwa ein Baumhain mit 800 Bäumen angelegt, um die später benötigten Stadtbäume vorzukultivieren. Weiters wurden kleinteilige Wiesen- und Ackerflächen geschaffen, mit denen die geplanten Baufelder und Straßenzüge sichtbar gemacht wurden. Für besseren Überblick wurde eine Aussichtsplattform mit angeschlossenem Infostand errichtet.
Im September 2007 begann ein Markenbildungsprozess für das Stadtentwicklungsprojekt, der bis September 2008 dauern sollte. Im Dezember wurde mit der Erstellung der Einreichunterlagen für die Umweltverträglichkeitsprüfung „Asperner Flugfeld Süd / Städtebauvorhaben“ begonnen.
Im Herbst 2008 wurde der Markenbildungsprozess abgeschlossen. Die Markenstrategie und das darauf aufbauende Branding wurden im Mediaquartier Marx präsentiert. Als Vision und Leitmotiv des Projekts wurde aus acht Markenoptionen (etwa Open-Source-Stadt oder City Lab Vienna) der Arbeitstitel Work-Life-Balance-Stadt gewählt. Diese Vision wird über den Claim Das ganze Leben kommuniziert. Neuer Markenname seit 2008: aspern Die Seestadt Wiens.
2009 wurde mit der Abtragung der Rollbahnen des ehemaligen Flugfelds begonnen. Im Herbst begannen die Bauarbeiten für die U-Bahn-Hochtrasse der U2.

### Entwicklung 2010–2019
Die Umweltverträglichkeitsprüfung für die erste Entwicklungsetappe wurde 2010 mit einem positiven Bescheid der Wiener Landesregierung abgeschlossen. Kurz darauf begannen die Aushubarbeiten für den Asperner See. Er wird aus Grundwasser gespeist, ist etwa 54.000 m² groß und bis zu sieben Meter tief.
2011 erfolgte der Planungsstart für das erste Wohnquartier im Südwesten der Seestadt, das 2020 im Rahmen einer Bewohnerumfrage Pionierquartier getauft wurde. Die ersten städtischen Infrastruktureinrichtungen wurden eingezogen, etwa der Sammelkanal und die Stromversorgung. Im Mai wurden interessierte Baugruppen eingeladen, Konzepte für das „Baugruppenbaufeld“ D13 am Hannah-Arendt-Park einzureichen.
Im April 2011 gewannen die Berliner Landschaftsarchitekturbüros Lavaland und Treibhaus den Gestaltungswettbewerb für den zentral gelegenen Seepark am Südufer des Asperner Sees. Das Einreichkonzept sah im Süden eine stark zerklüftete Uferlinie und die Gliederung des Parks durch drei Hügel vor. Diese sollten bei hohem Wasserstand zu Halbinseln werden, die durch Stege und Brücken verbunden werden sollten. Die Seekante des Nordufers zeigte über die gesamte Länge Treppen, die in den See führten. Das Inselkonzept wurde verworfen, umgesetzt wurde ein vielseitig nutzbarer, nicht von Wasseradern durchzogener Park. Die Nordseite des Sees wurde als harte Wasserkante mit Spundwänden umgesetzt. Als Reminiszenz an das eingereichte Konzept verblieb eine leicht hügelige Topologie und eine 55 Meter lange Fußgängerbrücke über die südöstlich gelegene Schilfbucht. Der Seepark wurde 2015 fertiggestellt.
Die ersten Straßenbauarbeiten begannen 2012. Als erstes Gebäude am Gelände wurde das Technologiezentrum Aspern IQ mit etwa 7000 m2 Nutzfläche eröffnet. Die U2-Trasse mit den Stationen Aspern Nord und Seestadt wurde 2013 fertiggestellt.
2014 begann das Stadtteilmanagement Seestadt seine Arbeit, das sich bis zur Fertigstellung der Seestadt der Stadtteilarbeit mit den neuen Bewohnern widmen wird. Kurz darauf begann die Besiedlung des Pionierquartiers im Südwesten der Seestadt. Erste Bewohner waren Mitglieder der Baugruppe JAspern am Hannah-Arendt-Platz. 2015 wurden hier weitere Baugruppenhäuser bezogen, 2017 folgte mit Que[e]rbau das erste queere Baugruppenhaus Wiens.
Der Seepark wurde im Juli 2015 eröffnet. Die Eröffnung des Bildungscampus erfolgte mit dem ersten Schultag am 7. September 2015. Ein Jahr nach Beginn der Besiedlung überschritt die Einwohnerzahl bereits 6000. Das Schweizer Landschaftsagenturbüro Rotzler Krebs Partner GmbH gewann den Gestaltungswettbewerb für den öffentlichen Raum des nächsten geplanten Abschnitts Seeparkquartier. Anfang 2016 begannen die Arbeiten am Seeparkquartier südlich des Sees. Eines der ersten in Angriff genommenen Projekte war das Holz-Hybrid-Hochhaus HoHo Wien.
Die Wiener Landschaftsarchitekturbüros Studio Vlay/Streeruwitz und Carla Lo gewannen 2018 den städtebaulichen Wettbewerb für die Gestaltung des Quartiers Seeterrassen am Nordufer des Sees. 2019 wurde der Masterplan aktualisiert und die geplante Bruttogeschoßfläche auf 2,62 erhöht.

### Entwicklung 2020–2024
2020 wurde das 230.000 m2 große Seeparkquartier weitgehend fertiggestellt. Im Viertel befinden sich 14 gemischt genutzte Bauprojekte, darunter fünf Hochhäuser. Die von großen Asphaltflächen geprägte Gestaltung des öffentlichen Raums sorgte bald für mediale Kontroversen. Bereits im Frühjahr 2022 wurde die Fußgängerzone umgestaltet und durch 1000 m2 Staudenbeete, 25 neue Bäume und Wasserspiele ergänzt. Mit dem Bau des Bürogebäude-Ensembles Robin und des Ordinationszentrums Aspern NOA22 wurde der Bau des Seeparkquartiers 2024 abgeschlossen.
Im Osten der Seestadt erfolgte im März 2024 der Spatenstich für ein Trainingszentrum des Österreichischen Fußball-Bunds. Die Gesamtbaukosten von etwa 70 Millionen Euro werden zwischen ÖFB, Bund und der Stadt Wien gedrittelt. Die Baudauer für den Campus soll 17 Monate betragen.

### Entwicklung 2025
Teile des Maria-Trapp-Platzes werden entsiegelt um noch mehr Grünraum zu schaffen und um das Stadtklima zu verbessern.

## Straßennamen
Da nach Frauen benannte Straßen in Wien stark unterrepräsentiert sind, benennt die Stadt Wien seit Beginn des 21. Jahrhunderts vermehrt Verkehrsflächen nach Frauen. Dies macht sich in der Seestadt Aspern besonders bemerkbar, bis Mitte 2022 wurden hier 51 Straßen nach Frauen benannt:
- Am-Ostrom-Park
- Ada-Lovelace-Straße
- Agnes-Primocic-Gasse
- Anna-Bastel-Gasse
- Anna-Müller-Straße
- Anna-Plischke-Platz
- Antonia-Bruha-Gasse
- Barbara-Prammer-Allee
- Beatrix-Kempf-Gasse
- Christine-Touaillon-Straße
- Doris-Lessing-Allee
- Edith-Piaf-Straße
- Eileen-Gray-Gasse
- Ella-Lingens-Straße
- Frenkel-Brunswik-Gasse
- Emmi-Pikler-Straße
- Eva-Maria-Mazzucco-Platz
- Franziska-Seidl-Straße
- Georgine-Steininger-Weg
- Gertrud-Bodenwieser-Gasse
- Gisela-Legath-Gasse
- Hannah-Arendt-Platz
- Hermine-Dasovsky-Platz
- Ilse-Aichinger-Gasse
- Ilse-Arlt-Straße
- Ilse-Buck-Straße
- Jane-Jacobs-Weg
- Janis-Joplin-Promenade
- Josefine-Hawelka-Weg
- Karoline-Perin-Gasse
- Käthe-Recheis-Gasse
- Lella-Lombardi-Gasse
- Lilly-Dillenz-Straße
- Lina-Bo-Bardi-Platz
- Schenk-Danzinger-Gasse
- Lydia-Sicher-Gasse
- Maria-Merian-Gasse
- Maria-Potesil-Gasse
- Maria-Trapp-Platz
- Maria-Tusch-Straße
- Maxie-Wander-Gasse
- Mela-Köhler-Straße
- Mela-Spira-Gasse
- Mimi-Grossberg-Gasse
- Sabine-Oberhauser-Straße
- Simone-de-Beauvoir-Platz
- Susanne-Schmida-Gasse
- Trude-Fleischmann-Gasse
- Trude-Mally-Weg
- Wangari-Maathai-Platz
- Zaha-Hadid-Platz

Außerdem sind fünf Parks in der Seestadt nach Frauen benannt:
- Elinor-Ostrom-Park
- Hannah-Arendt-Park
- Madame-d’Ora-Park
- Pippi-Langstrumpf-Park
- Yella-Hertzka-Park

Ausnahmen bilden folgende Verkehrsflächen:
- Nelson-Mandela-Platz (benannt nach dem südafrikanischen Aktivisten und Politiker)
- Kuttelwascherweg (benannt nach dem Ehepaar Mina und Otto Kuttelwascher)

## Kulturelles, Mediales und Trivia
- Für das ursprünglich als Flugfeld Aspern bekannte Areal wurde 2008 der Name Seestadt entwickelt. Die Wortmarke aspern Die Seestadt Wiens, der Claim Das ganze Leben und das von der geplanten Ringstraße abgeleitete Logo wurden im September 2008 präsentiert.[69][70]
- Für die Entwicklung der Seestadt wurde die Entwicklungsgesellschaft Wien 3420 Aspern Development AG gegründet. 3420 bezieht sich auf die Winkelsekunden-Stellen der geografischen Lage des Zentrums des 240 Hektar großen Projektgebiets: 48° 13′ 34″ Nord und 16° 30′ 20″ Ost.[71] Da benachbarte Meridiane auf 48° Breite nur mehr 2/3 ihrer ursprünglichen Entfernung am Äquator haben, liegen die Orte, für die diese GPS-Daten sekundengenau gelten, näherungsweise auf einem Rechteck von 31 m Seitenlänge in N-S-Richtung und 21 m in W-O-Richtung.[72]
- Bereits 2010 wurde die Baustelle mit zeitgenössischer Kunst im öffentlichen Raum bespielt. Kuratiert wurden die Projekte über mehrere Jahre vom Schweizer Performer, Tänzer und Choreographen Daniel Aschwanden.[73]
- Am 15. Februar 2014 fand auf der Baustelle die Kunstaktion Kranensee – ein Ballett der Kräne statt. Mehrere der 42 aufgebauten Turmdrehkräne und eine Betonpumpe wurden mit verschiedenfarbigen Scheinwerfern bestückt, die zu eigens komponierter orchestraler Musik leuchteten. 15 Kräne waren mit Kranführern besetzt, die die Ausleger zur Musik passend drehten.[74][75]
- Die Seestadt Aspern ist Schauplatz des 2016 erschienenen Kriminalromans Seestadt von Fritz Lehner.
- Eine 1946 gegründete Notkirche in Döbling (die provisorische Vorgängerin der Glanzinger Pfarrkirche), die zwischen 1969 und 1972 nach Donaustadt an den Ulanenweg transloziert worden war und dort bis 2000 weiterhin als Notkirche diente, wurde 2015 vom Künstler Reinhold Zisser als Notgalerie adaptiert. 2017 wurde sie noch einmal versetzt und befand sich bis 2020 auf einem künstlichen Hügel gegenüber der Station Aspern Nord.[76]
- Der Besiedelungsprozess wird seit 2015 wissenschaftlich untersucht.[77] Die Fragebogenerhebungen des Besiedelungsmonitoring Seestadt Aspern fanden 2015, 2019 und 2022 statt.[78]
- 2016–2019 wurde mit dem HoHo Wien eines der höchsten Holz-Hybridhochhäuser der Welt errichtet.
- Im Raum Andother Stage wurden Stücke entwickelt und aufgeführt.[79]
- Jährlich findet das Sonic Territories – Festival for Sound Art statt. Die Veranstaltung präsentiert zahlreiche Live-Performances und Klanginstallationen im öffentlichen Raum.[80]
- Von Juni 2019 bis Juni 2021 fand für zwei autonome Elektroautobusse ein Testbetrieb statt.[81]

## Galerie

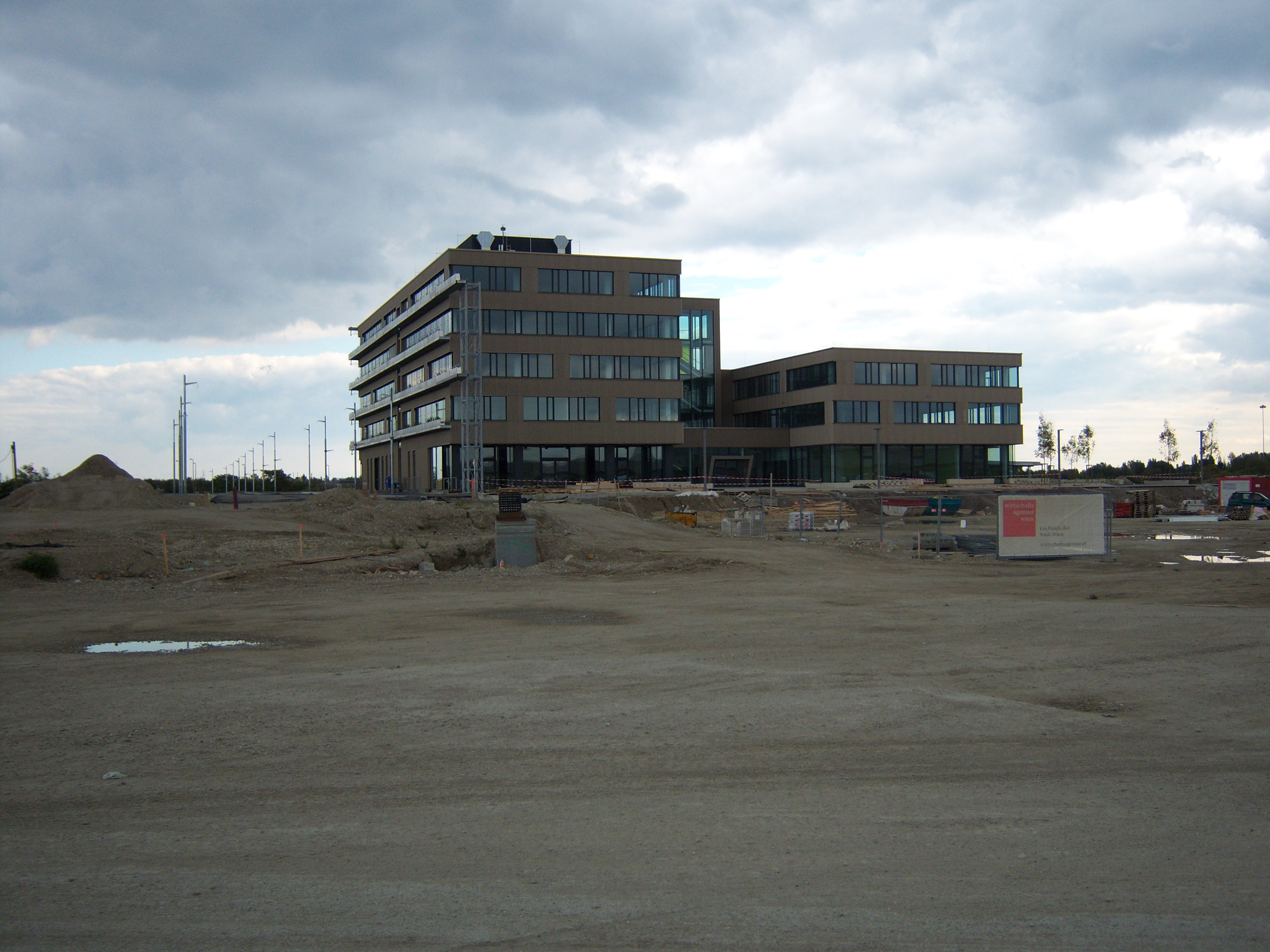
Das erste fertige Gebäude in der Seestadt, das aspern IQ, 2012
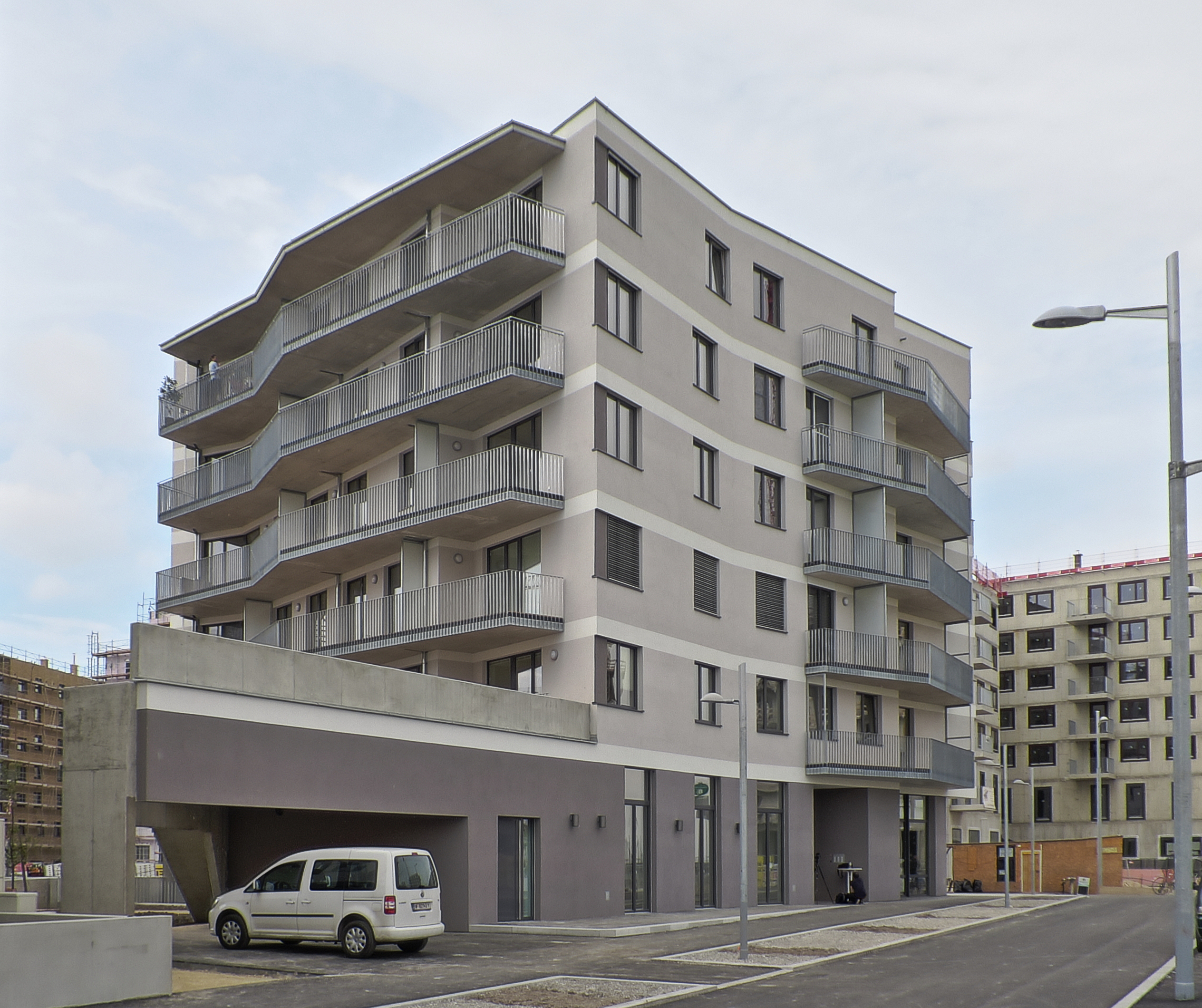
Die Wohnhausanlage am Hannah-Arendt-Platz war die erste, die im September 2014 den Eigentümern übergeben wurde
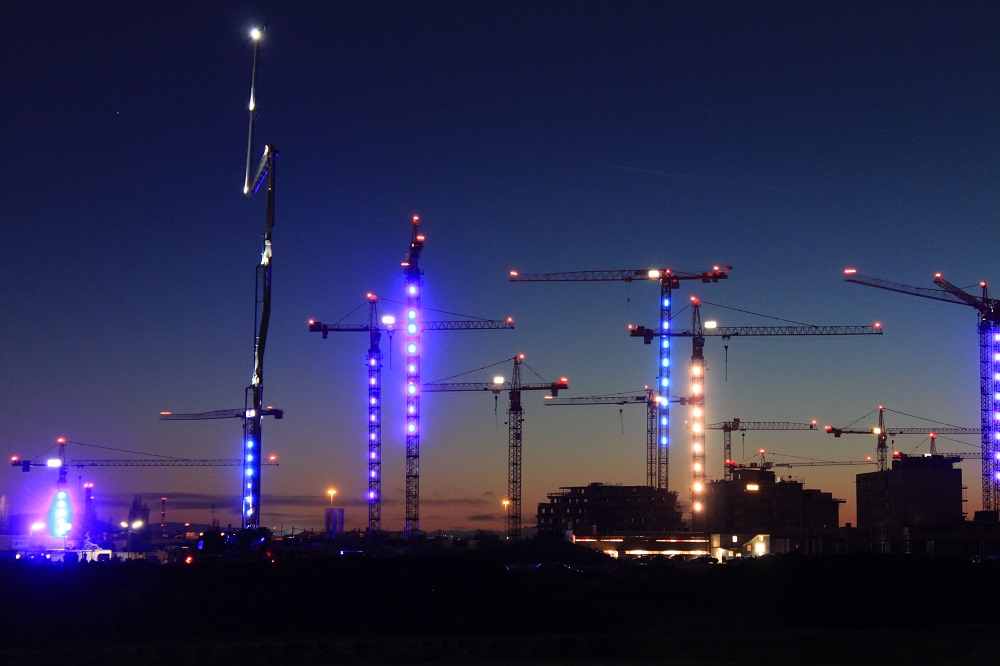
Beleuchtete Kräne der Kunstaktion Kranensee, 2014
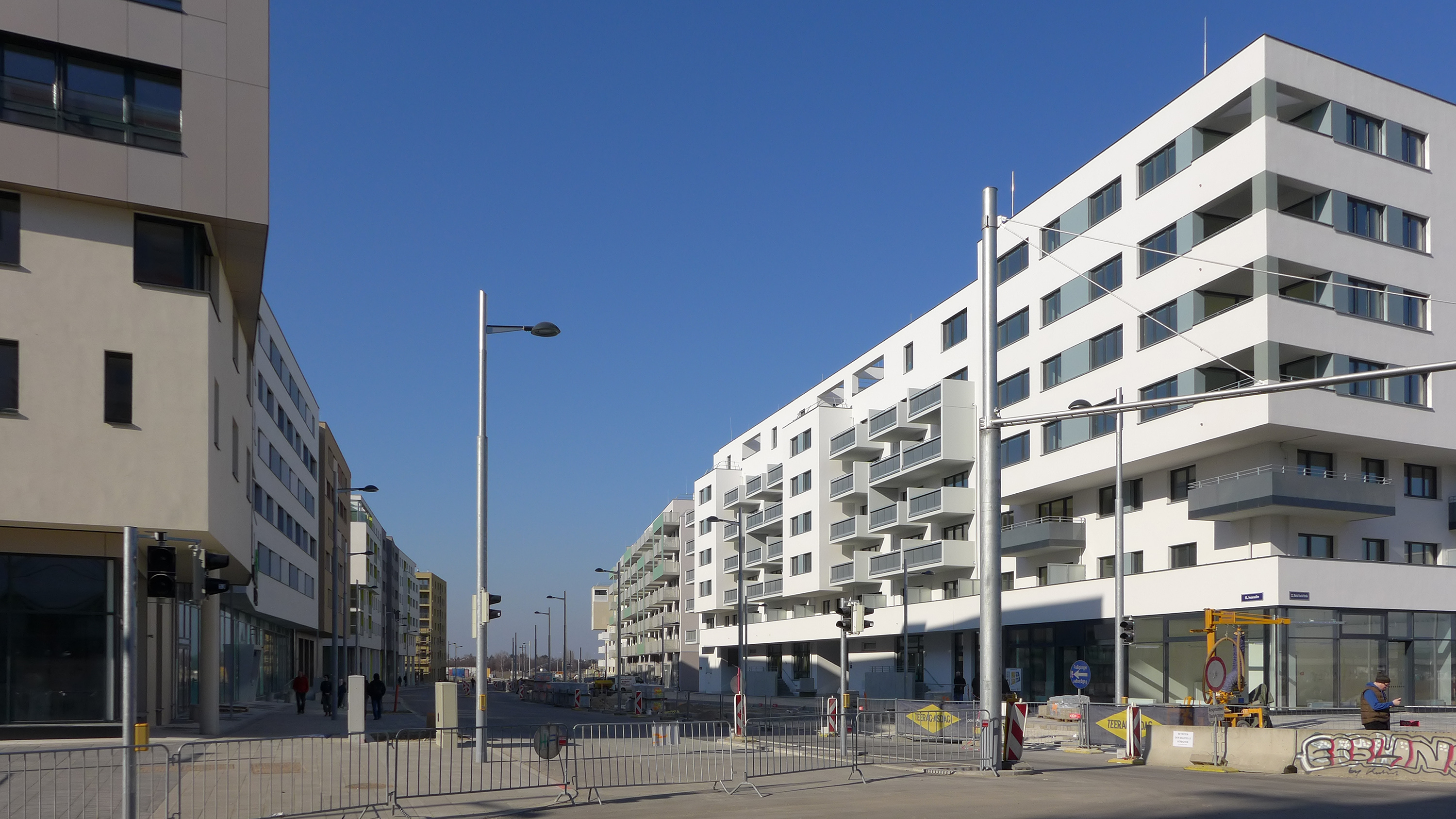
Der Südteil der Seestadt im Februar 2015
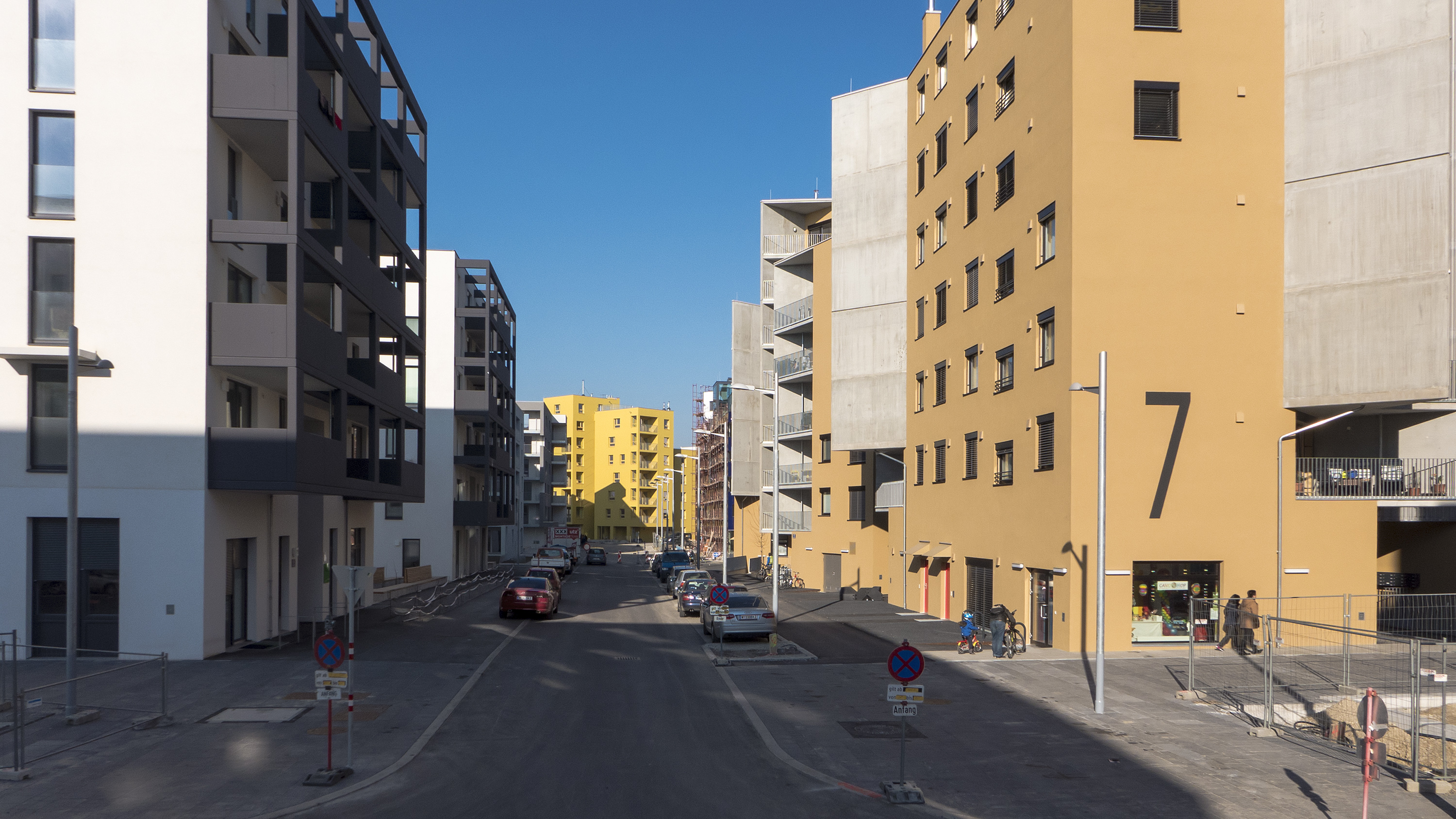
Die Seestadt in Bau, 2015
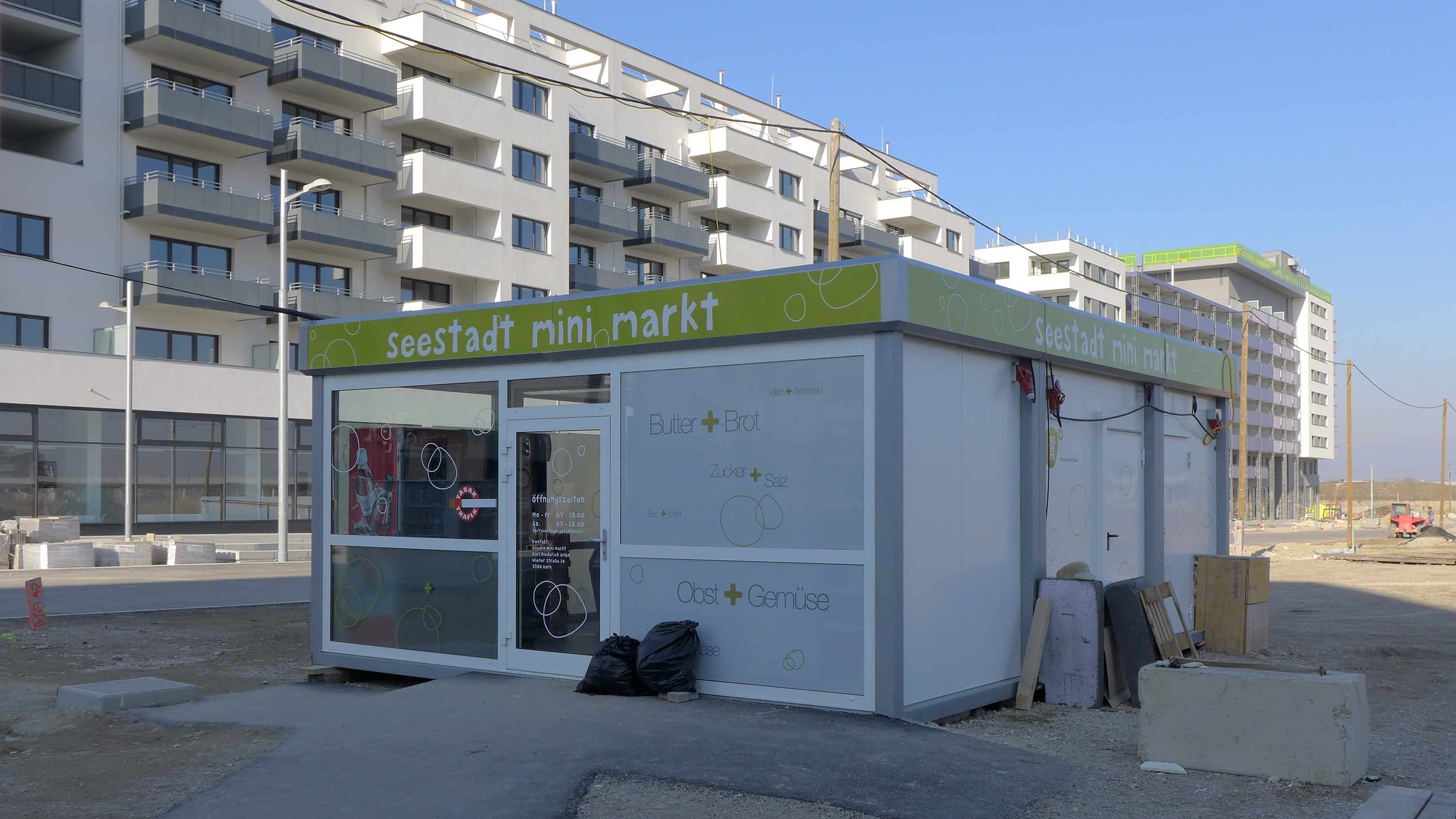
Nahversorgung in der Seestadt im Februar 2015 (vor der Eröffnung der Einkaufsstraße mit Supermarkt in der Maria-Tusch-Straße im September 2015)
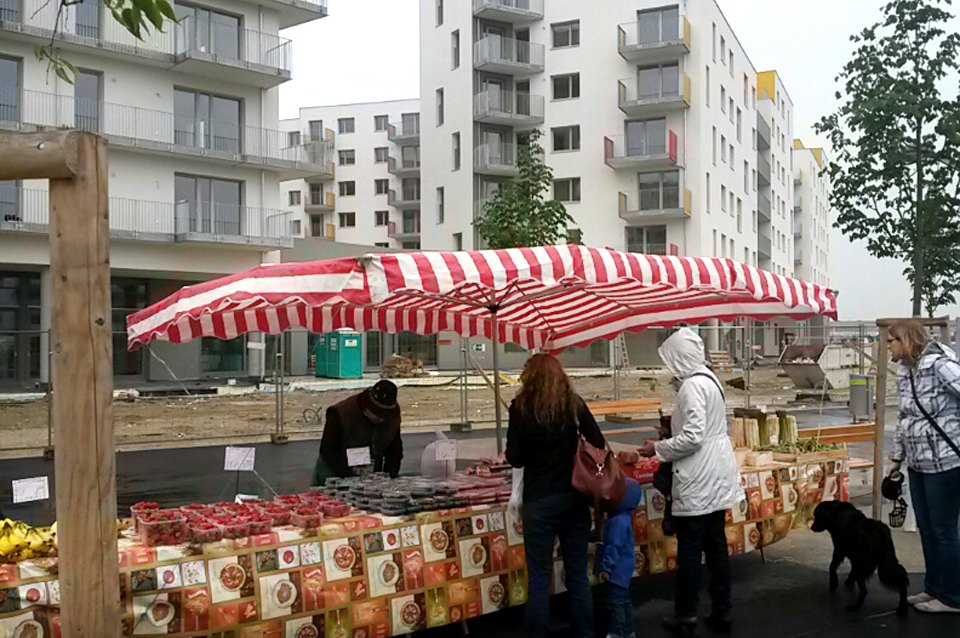
Ein Bauernmarkt in der Seestadt
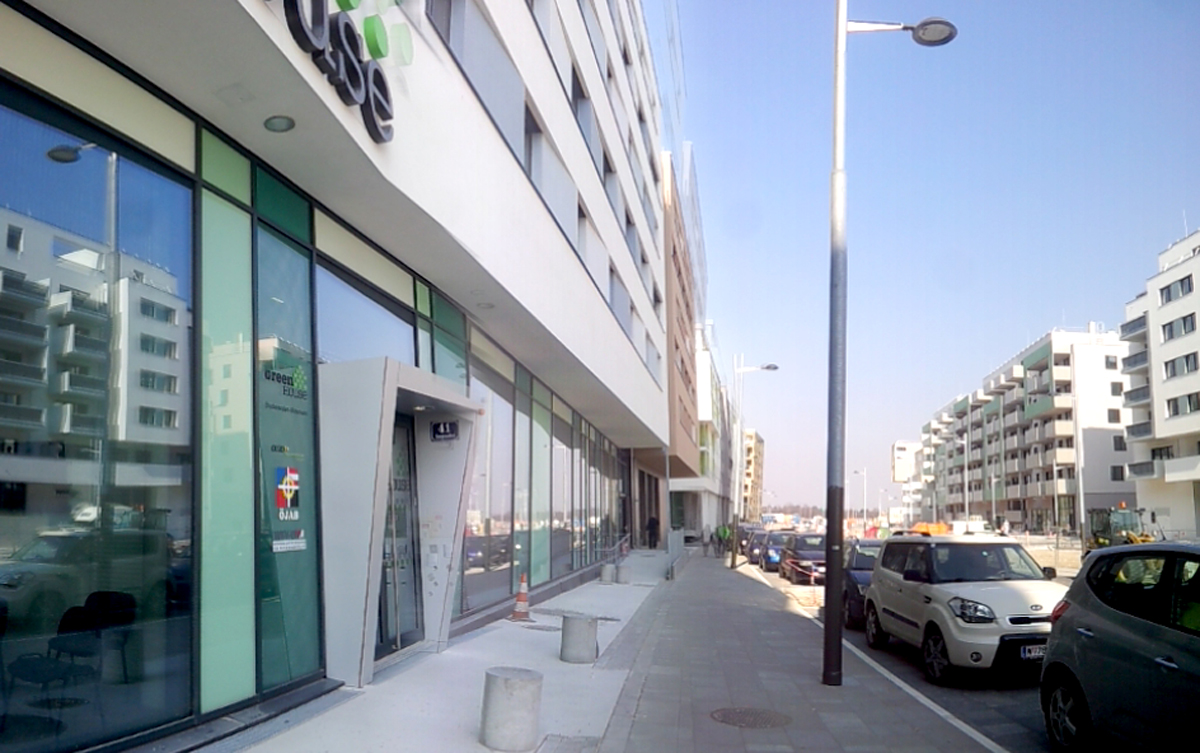
Das erste Studentenheim in der Seestadt eröffnete im März 2015.
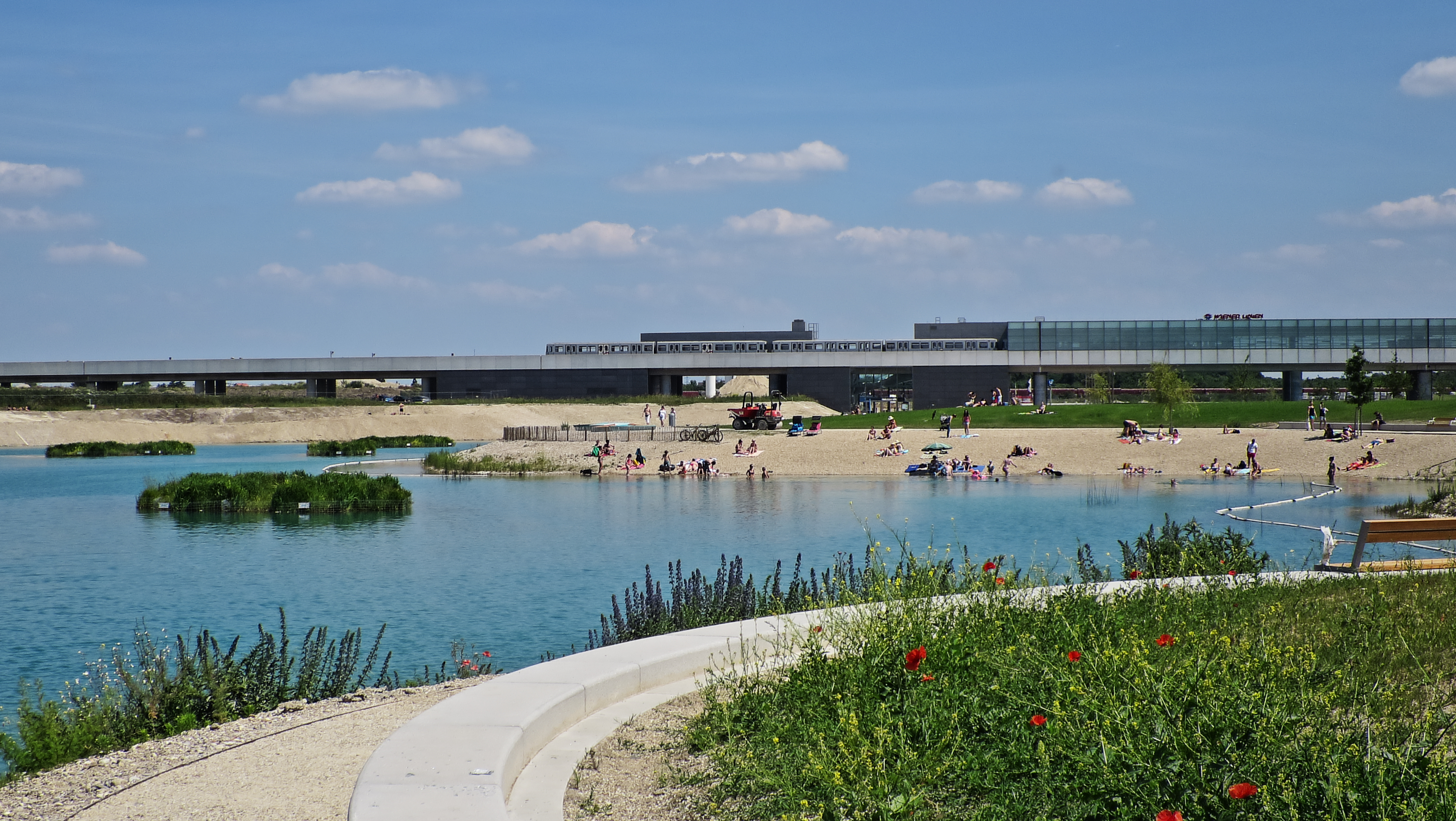
Im Sommer 2015 wurde der Asperner See erstmals von den Siedlern als Badeteich benutzt.
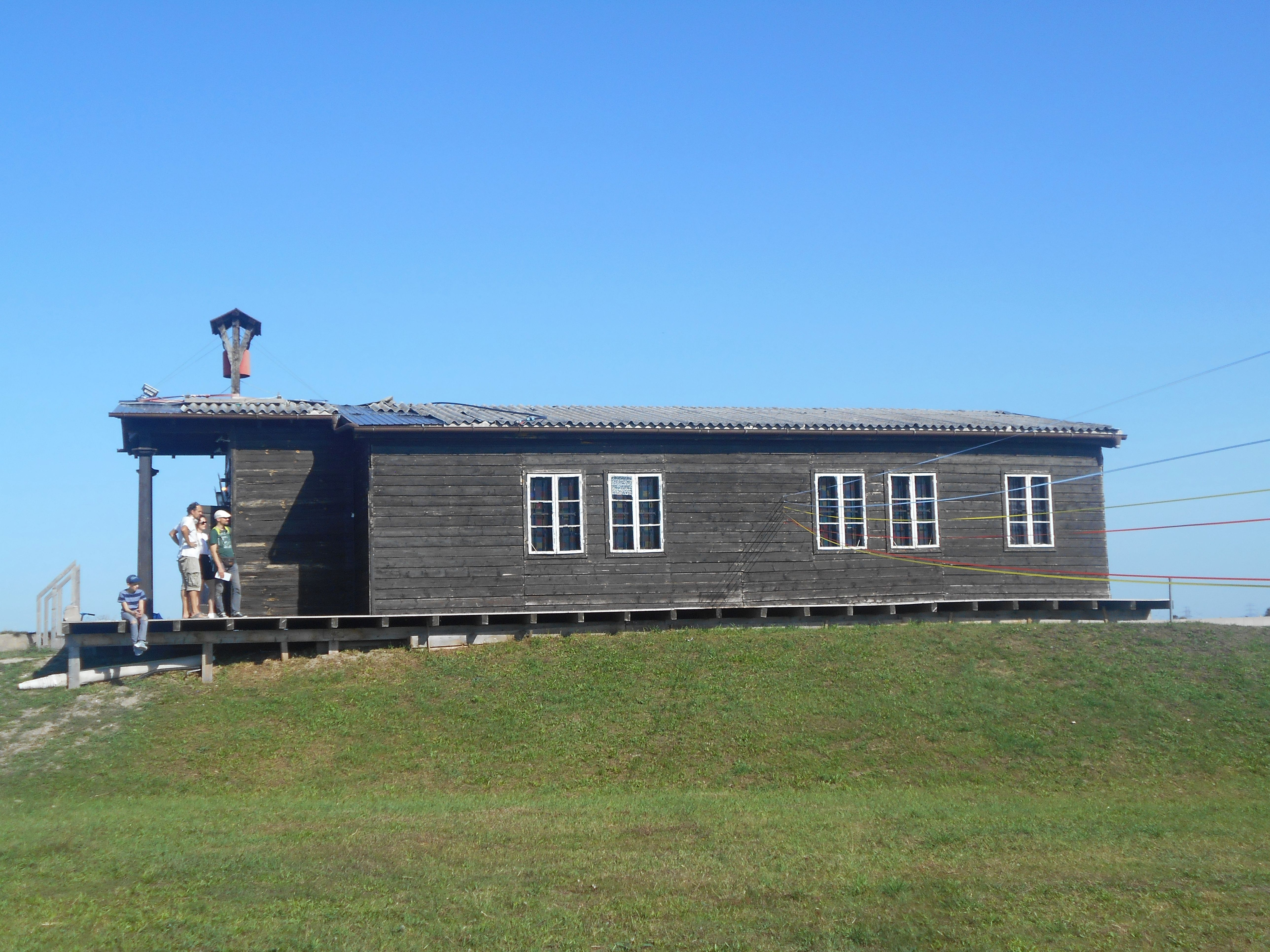
Die „Notgalerie“
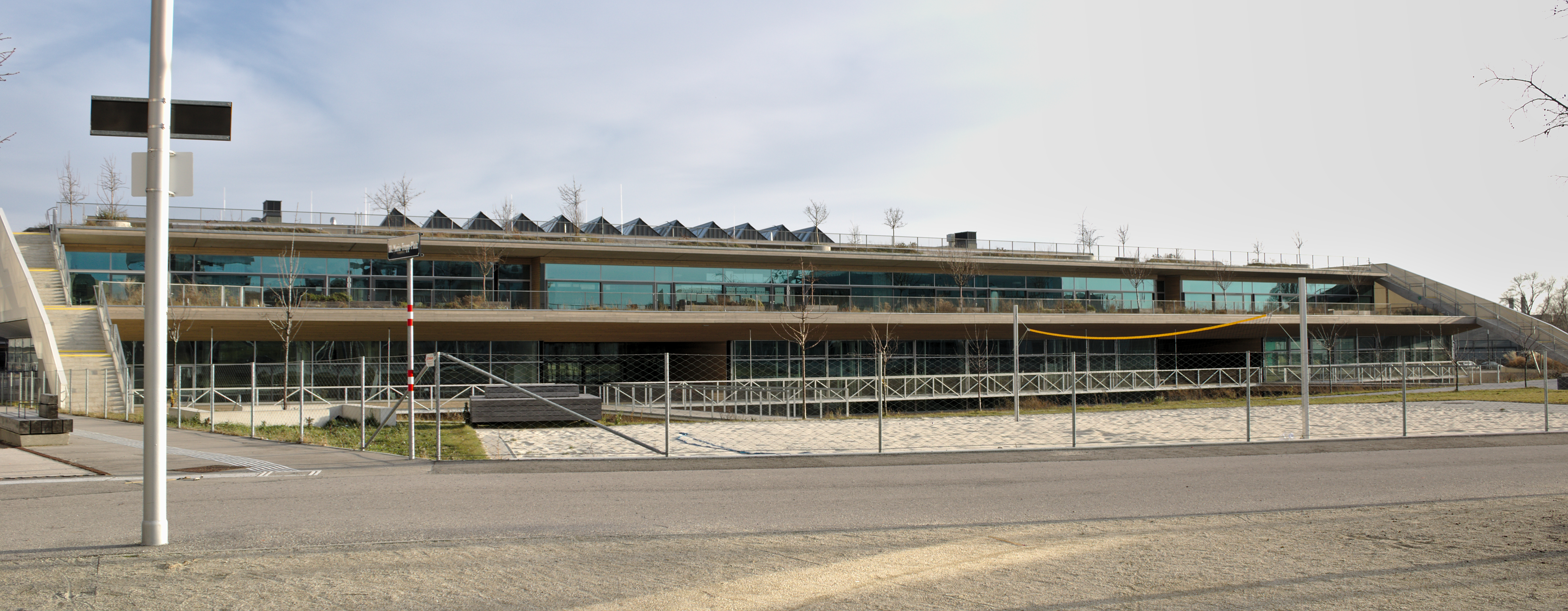
Der „Bildungscampus Seestadt Aspern“
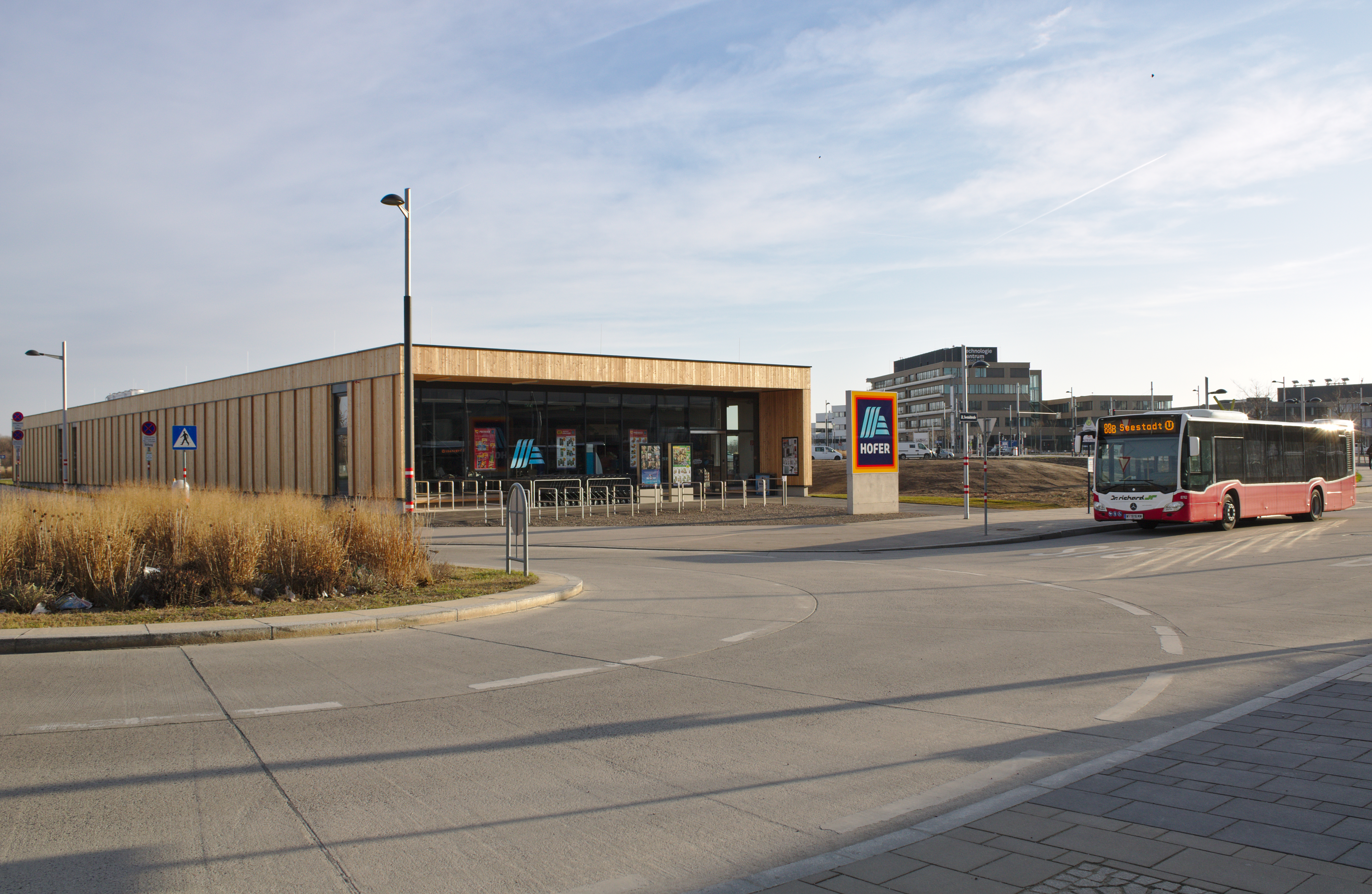
Hofer-Markt an der U-Bahn-Station Seestadt
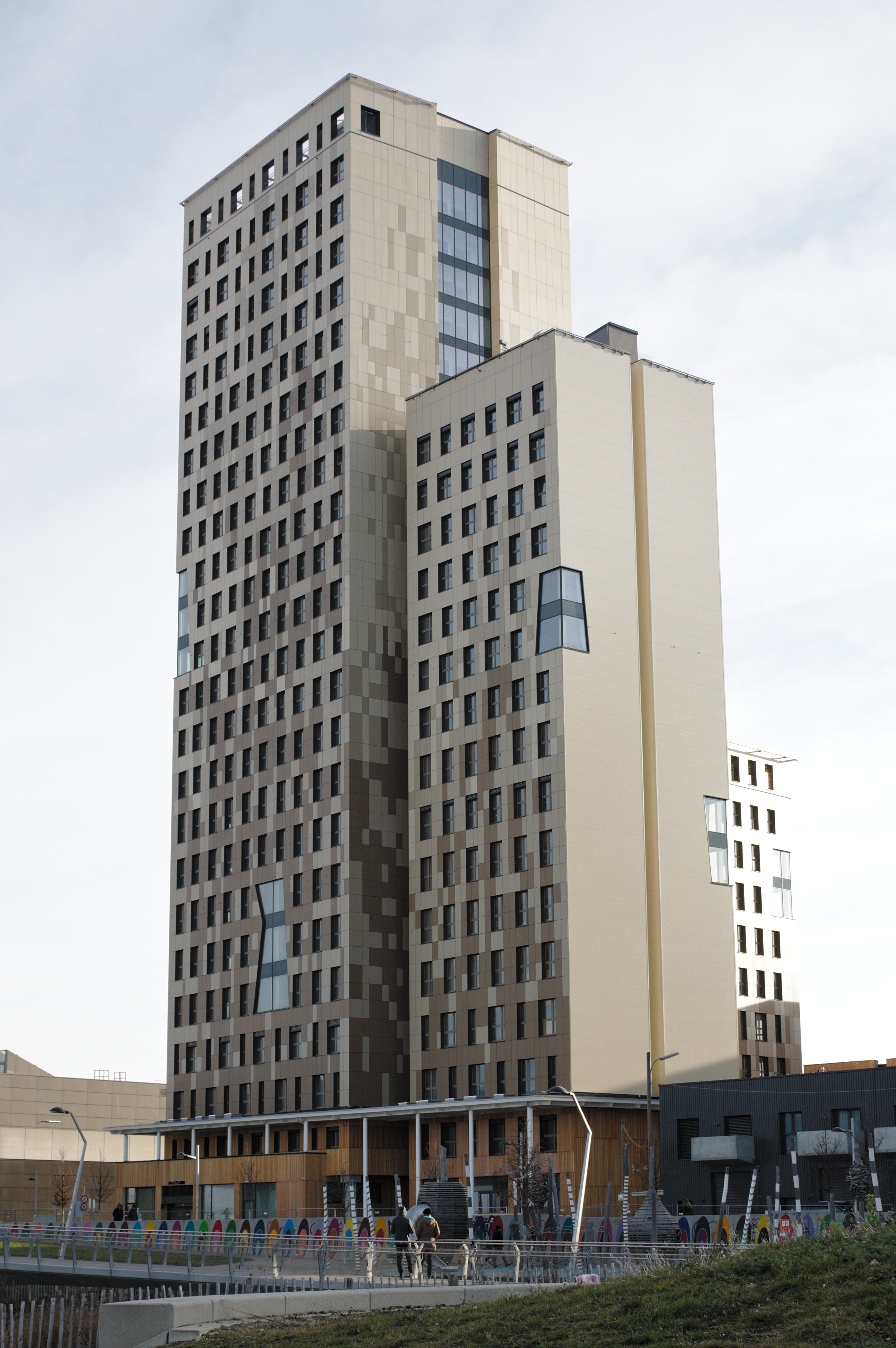
Das HoHo Wien im Jänner 2020
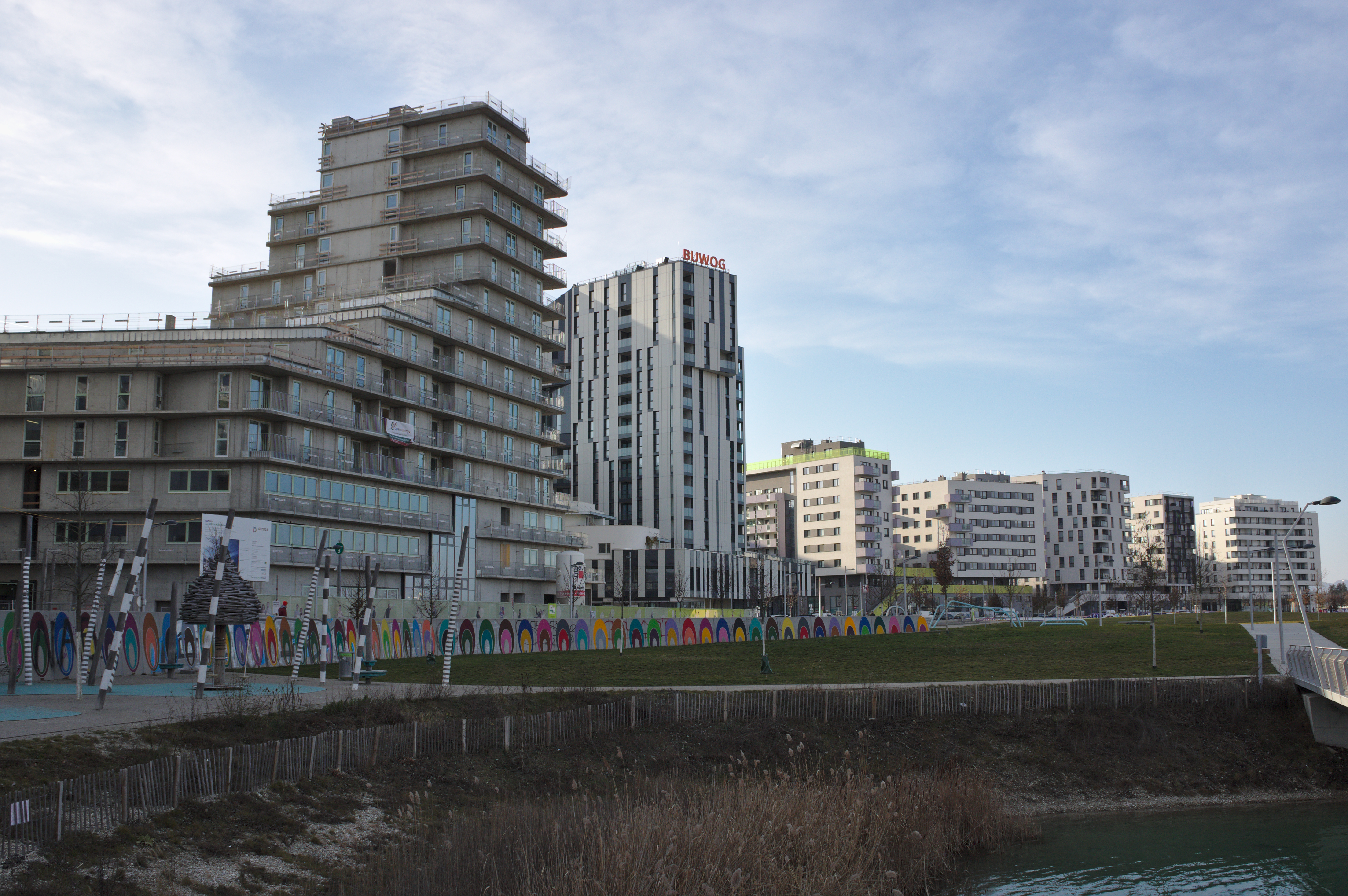
Gebäude entlang der Janis-Joplin-Promenade
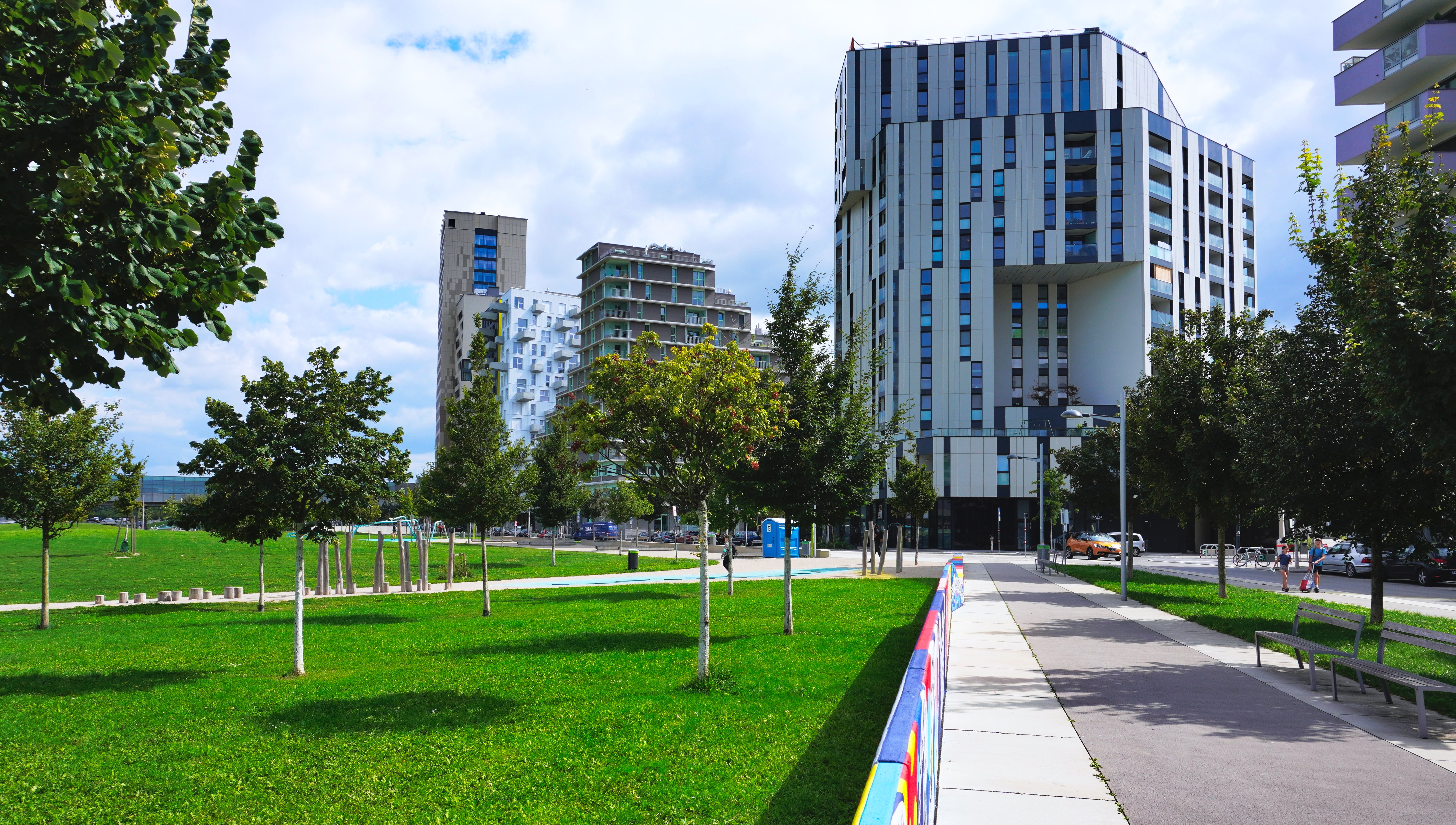
Gebäude entlang der Janis-Joplin-Promenade und des Seeparks, Blick Richtung Osten